# Abondance (municipi)
Abondance és un municipi francès al departament de l'Alta Savoia (regió d'Alvèrnia-Roine-Alps). El poble ha donat nom al formatge Abondance.